# Oberea linearis
Oberea linearis је инсект из реда тврдокрилаца (Coleoptera) и фамилије стрижибуба (Cerambycidae). Припада потфамилији Lamiinae.

## Распрострањење и станиште
Настањује већи део Eвропе (изузев Велике Британије и Ирске). У Србији је већина налаза из средишњег дела земље. Омиљено станиште су јој ретке шуме у брдском подручју.

## Опис
Oberea linearis је дугaчка 11—15 mm. Црне је боје, само су ноге и палпи светложути. На глави, скутелуму и бази покрилаца обилне и дуге длачице.

## Биологија
Ларве се развијају две године у младим гранчицама. Најчешће је биљка домаћин леска (Corylus avellana), ређе орах (Juglans regia), граб (Carpinus sp.), јова (Alder sp.) и храст (Quercus sp.). Одрасли инсекти се могу наћи од маја до августа.